# Angela Schneider-Forst
Angela Maria Schneider-Forst (* 19. Mai 1963 in Ellar, Landkreis Limburg) ist eine deutsche Politikerin (CDU).
Nach ihrem Abitur machte Schneider-Forst an der Fachhochschule für öffentliche Verwaltung des Landes Rheinland-Pfalz eine Verwaltungsprüfung für den gehobenen Dienst. Sie war danach Beamtin bei der Kreisverwaltung des Westerwaldkreises und Gleichstellungsbeauftragte des Westerwaldkreises.
1983 trat Schneider-Forst in die CDU und die Junge Union ein. 1997 wurde sie Vorsitzende des Gemeindeverbands Westerburg. Von 1989 bis 1991 war sie Ratsmitglied und Beigeordnete in Irmtraut. 1997 wurde sie Vizepräsidentin des Partnerschaftsverbandes Rheinland-Pfalz/Burgund.
Von 1996 bis 2006 war Schneider-Forst Abgeordnete im Landtag Rheinland-Pfalz.